# SN 1993ak
SN 1993ak – supernowa odkryta 30 marca 1993 roku w galaktyce UGC 8685. W momencie odkrycia miała maksymalną jasność 16,50m.